# Memorial Hubert Wagner
Il Memorial Hubert Wagner è una competizione pallavolistica amichevole per squadre nazionali, organizzata con cadenza annuale dalla Fondazione Hubert Wagner.

## Edizioni
| Edizione      | Edizione             | Podio       | Podio       | Podio       |
| Anno          | Organizzatore        | Campione    | Seconda     | Terza       |
| ------------- | -------------------- | ----------- | ----------- | ----------- |
| 2003 Dettagli | Olsztyn              | Paesi Bassi | Polonia     | Spagna      |
| 2004 Dettagli | Olsztyn Iława        | Russia      | Polonia A   | Paesi Bassi |
| 2005 Dettagli | Olsztyn Iława        | Paesi Bassi | Polonia     | Cina        |
| 2006 Dettagli | Olsztyn Ostróda      | Polonia A   | Cuba        | Portogallo  |
| 2007 Dettagli | Olsztyn Elbląg Iława | Germania    | Paesi Bassi | Polonia     |
| 2008 Dettagli | Olsztyn              | Polonia     | Estonia     | Montenegro  |
| 2009 Dettagli | Łódź                 | Polonia A   | Italia      | Serbia      |
| 2010 Dettagli | Bydgoszcz            | Brasile     | Bulgaria    | Polonia     |
| 2011 Dettagli | Katowice             | Italia      | Russia      | Rep. Ceca   |
| 2012 Dettagli | Zielona Góra         | Polonia     | Germania    | Argentina   |
| 2013 Dettagli | Płock                | Polonia     | Russia      | Paesi Bassi |
| 2014 Dettagli | Cracovia             | Russia      | Polonia     | Bulgaria    |
| 2015 Dettagli | Toruń                | Polonia     | Giappone    | Francia     |
| 2016 Dettagli | Cracovia             | Bulgaria    | Serbia      | Polonia     |
| 2017 Dettagli | Cracovia             | Polonia     | Francia     | Russia      |
| 2018 Dettagli | Cracovia             | Polonia     | Russia      | Francia     |
| 2019 Dettagli | Cracovia             | Brasile     | Polonia     | Serbia      |
| 2021 Dettagli | Cracovia             | Polonia     | Egitto      | Norvegia    |
| 2022 Dettagli | Cracovia             | Polonia     | Argentina   | Iran        |
| 2023 Dettagli | Cracovia             | Italia      | Slovenia    | Polonia     |

## Medagliere
| Pos. | Squadra     | 1º posto | 2º posto | 3º posto | Totale |
| ---- | ----------- | -------- | -------- | -------- | ------ |
| 1    | Polonia     | 10       | 5        | 4        | 19     |
| 2    | Russia      | 2        | 3        | 1        | 6      |
| 3    | Paesi Bassi | 2        | 1        | 2        | 5      |
| 4    | Italia      | 2        | 1        | -        | 3      |
| 5    | Brasile     | 2        | -        | -        | 2      |
| 6    | Bulgaria    | 1        | 1        | 1        | 2      |
| 7    | Germania    | 1        | 1        | -        | 2      |
| 8    | Francia     | -        | 1        | 2        | 3      |
| 8    | Serbia      | -        | 1        | 2        | 2      |
| 10   | Argentina   | -        | 1        | 1        | 2      |
| 11   | Cuba        | -        | 1        | -        | 1      |
| 11   | Egitto      | -        | 1        | -        | 1      |
| 11   | Estonia     | -        | 1        | -        | 1      |
| 11   | Giappone    | -        | 1        | -        | 1      |
| 11   | Slovenia    | -        | 1        | -        | 1      |
| 16   | Cina        | -        | -        | 1        | 1      |
| 16   | Iran        | -        | -        | 1        | 1      |
| 16   | Montenegro  | -        | -        | 1        | 1      |
| 16   | Norvegia    | -        | -        | 1        | 1      |
| 16   | Portogallo  | -        | -        | 1        | 1      |
| 16   | Rep. Ceca   | -        | -        | 1        | 1      |
| 16   | Spagna      | -        | -        | 1        | 1      |